# Heterospilus luridostigmus
Heterospilus luridostigmus är en stekelart som beskrevs av Marsh 2002. Heterospilus luridostigmus ingår i släktet Heterospilus och familjen bracksteklar. Inga underarter finns listade i Catalogue of Life.